# Gorgone superba
Gorgone superba är en fjärilsart som beskrevs av Heinrich Benno Möschler 1880. Gorgone superba ingår i släktet Gorgone och familjen nattflyn. Inga underarter finns listade i Catalogue of Life.